# Sri-lankische Cricket-Nationalmannschaft in Indien in der Saison 2006/07
Die Tour der sri-lankischen Cricket-Nationalmannschaft nach Indien in der Saison 2006/07 fand vom 8. bis zum 17. Februar 2007 statt. Die internationale Cricket-Tour war Bestandteil der Internationalen Cricket-Saison 2006/07 und umfasste vier ODIs. Indien gewann die Serie mit 2–1.

## Vorgeschichte
Indien spielte zuletzt eine Tour gegen die West Indies, Sri Lanka in Neuseeland.
Das letzte Aufeinandertreffen der beiden Mannschaften bei einer Tour fand in der Saison 2006 in Sri Lanka statt.
Für beide Teams war es die letzte Vorbereitung auf den Cricket World Cup 2007.
In Indien gab es vor der Tour eine Entscheidung der Regierung, die private Inhaber der Übertragungsrechte verpflichtete Sportereignisse von nationaler Bedeutung, zu dem alle Spiele der Cricket-Nationalmannschaft gehörten, mit dem indischen staatlichen Fernsehen Doordarshan zu teilen.

## Stadien
Die folgenden Stadien wurden für die Tour als Austragungsort vorgesehen und am 28. Januar 2007 bekanntgegeben.
| Stadion                                | Stadt         | Kapazität | Spiele |
| -------------------------------------- | ------------- | --------- | ------ |
| Eden Gardens                           | Kolkata       | 82.000    | 1. ODI |
| Jawarharlal Nehru Stadium              | Margao        | 19.000    | 3. ODI |
| Saurashtra Cricket Association Stadium | Rajkot        | 28.000    | 2. ODI |
| ACA-VDCA Cricket Stadium               | Visakhapatnam | 30.000    | 4. ODI |

## Kaderlisten
Sri Lanka benannte einen Kader am 17. Januar 2007.
Indien benannte seinen Kader am 2. Februar 2007.
| ODI | ODI |
| Indien | Sri Lanka |
| --- | --- |
| - Rahul Dravid (K) - Ajit Agarkar - MS Dhoni (wk) - Sourav Ganguly - Dinesh Karthik - Zaheer Khan - Anil Kumble - Irfan Pathan - Munaf Patel - Virender Sehwag - Sreesanth - Harbhajan Singh - Yuvraj Singh - Sachin Tendulkar - Robin Uthappa | - Mahela Jayawardene (K) - Kumar Sangakkara (K & wk) - Russel Arnold - Marvan Atappattu - Malinga Bandara - Upul Chandana - Tillakaratne Dilshan - Dilhara Fernando - Nuwan Kulasekera - Sanath Jayasuriya - Farveez Maharoof - Lasith Malinga - Chamara Silva - Upul Tharanga - Nuwan Zoysa |

## One-Day Internationals

### Erstes ODI in Kolkata
| 8. Februar Scorecard | Kolkata | Sri Lanka 102-3 (18.2) | – | Indien |
|                      |         | No Result              |   |        |

### Zweites ODI in Rajkot
| 11. Februar Scorecard | Rajkot | Sri Lanka 257-8 (50)         | – | Indien 233-5 (46.3) |
|                       |        | Sri Lanka gewinnt mit 5 Runs |   |                     |

Auf Grund zu langsamer Spielweise wurde Sri lanka mit einer Geldstrafe belegt.

### Drittes ODI in Margao
| 14. Februar Scorecard | Margao | Sri Lanka 230-8 (50)         | – | Indien 233-5 (46.3) |
|                       |        | Indien gewinnt mit 5 Wickets |   |                     |

### Viertes ODI in Visakhapatnam
| 17. Februar Scorecard | Visakhapatnam | Sri Lanka 259-7 (47/47)      | – | Indien 263-3 (41/47) |
|                       |               | Indien gewinnt mit 7 Wickets |   |                      |

## Statistiken
Die folgenden Cricketstatistiken wurden bei dieser Tour erzielt.
| ODIs                 | ODIs       | ODIs    | ODIs    | ODIs    | ODIs    | ODIs    | ODIs    | ODIs    |
| Batting              | Batting    | Batting | Batting | Batting | Batting | Batting | Batting | Batting |
| Spieler              | Mannschaft | Spiele  | Innings | Runs    | Average | HS      | 100s    | 50s     |
| -------------------- | ---------- | ------- | ------- | ------- | ------- | ------- | ------- | ------- |
| Sourav Ganguly       | Indien     | 4       | 3       | 168     | 84,00   | 62      | 0       | 2       |
| Tillakaratne Dilshan | Sri Lanka  | 4       | 3       | 126     | 42,00   | 56      | 0       | 1       |
| Kumar Sangakkara     | Sri Lanka  | 4       | 4       | 123     | 30,75   | 110     | 1       | 0       |
| Yuvraj Singh         | Indien     | 2       | 2       | 116     | 116,00  | 95*     | 0       | 1       |
| MS Dhoni             | Indien     | 4       | 2       | 115     | 115,00  | 67*     | 0       | 1       |
| Bowling              |            |         |         |         |         |         |         |         |
| Spieler              | Mannschaft | Spiele  | Overs   | Wickets | Average | BBI     | 5W      | 10W     |
| Munaf Patel          | Indien     | 3       | 26      | 7       | 16,42   | 4/49    | 0       | 0       |
| Zaheer Khan          | Indien     | 3       | 25      | 7       | 18,28   | 5/42    | 1       | 0       |
| Sreesanth            | Indien     | 3       | 22.2    | 4       | 30,25   | 2/39    | 0       | 0       |
| Farveez Maharoof     | Sri Lanka  | 4       | 24      | 4       | 37,25   | 3/42    | 0       | 0       |
| Dilhara Fernando     | Sri Lanka  | 2       | 19      | 3       | 33,00   | 2/43    | 0       | 0       |
| Malinga Bandara      | Sri Lanka  | 4       | 24      | 3       | 39,66   | 2/36    | 0       | 0       |
| Harbhajan Singh      | Indien     | 4       | 31      | 3       | 44,33   | 2/37    | 0       | 0       |

## Player of the Series
Als Player of the Series wurden die folgenden Spieler ausgezeichnet.
| Serie | Player of the Series |
| ----- | -------------------- |
| ODI   | Sourav Ganguly       |

### Player of the Match
Als Player of the Match wurden die folgenden Spieler ausgezeichnet.
| Spiel  | Player of the Match |
| ------ | ------------------- |
| 2. ODI | Kumar Sangakkara    |
| 3. ODI | Zaheer Khan         |
| 4. ODI | Chamara Silva       |